# Ogün Altıparmak
Ogün Altıparmak (Adapazarı, 1938. november 10. – 2025. február 2.) válogatott török labdarúgó, csatár.

## Pályafutása

### Klubcsapatban
1955 és 1963 között a Karşıyaka, 1963 és 1968 között a Fenerbahçe labdarúgója volt. 1968-ban egy rövid ideig az amerikai Washington Whips csapatában szerepelt, majd visszatért a Fenerbahçéhez, ahol 1971-ben fejezte be az aktív játékot. A Fenerbahçe csapatával négy török bajnoki címet és egy kupagyőzelmet ért el. Az 1970–71-es idényben 16 góllal bajnoki gólkirály lett.

### A válogatottban
1961 és 1968 között 32 alkalommal szerepelt a török válogatottban és hat gólt szerzett.

## Sikerei, díjai
Fenerbahçe
- Török bajnokság
  - bajnok (4): 1963–64, 1964–65, 1967–68, 1969–70
  - gólkirály: 1970–71 (16 gól)
- Török kupa
  - győztes: 1968